# The Ex-Convict's Plunge
The Ex-Convict's Plunge è un cortometraggio muto del 1913 diretto da Hardee Kirkland. Prodotto dalla Herman Landon da un soggetto di Herman Landon, aveva come interpreti William Stowell, Harry Lonsdale, Adrienne Kroell, Joseph Hazelton.

## Produzione
Il film fu prodotto dalla Selig Polyscope Company.

## Distribuzione
Distribuito dalla General Film Company, il film - un cortometraggio di 200 metri - uscì nelle sale cinematografiche statunitensi il 29 maggio 1913. Nelle proiezioni, veniva programmato con il sistema dello split reel, accorpato in un'unica bobina con un altro cortometraggio prodotto dalla Selig, il documentario Scenes in Manila.